# 越前下山駅

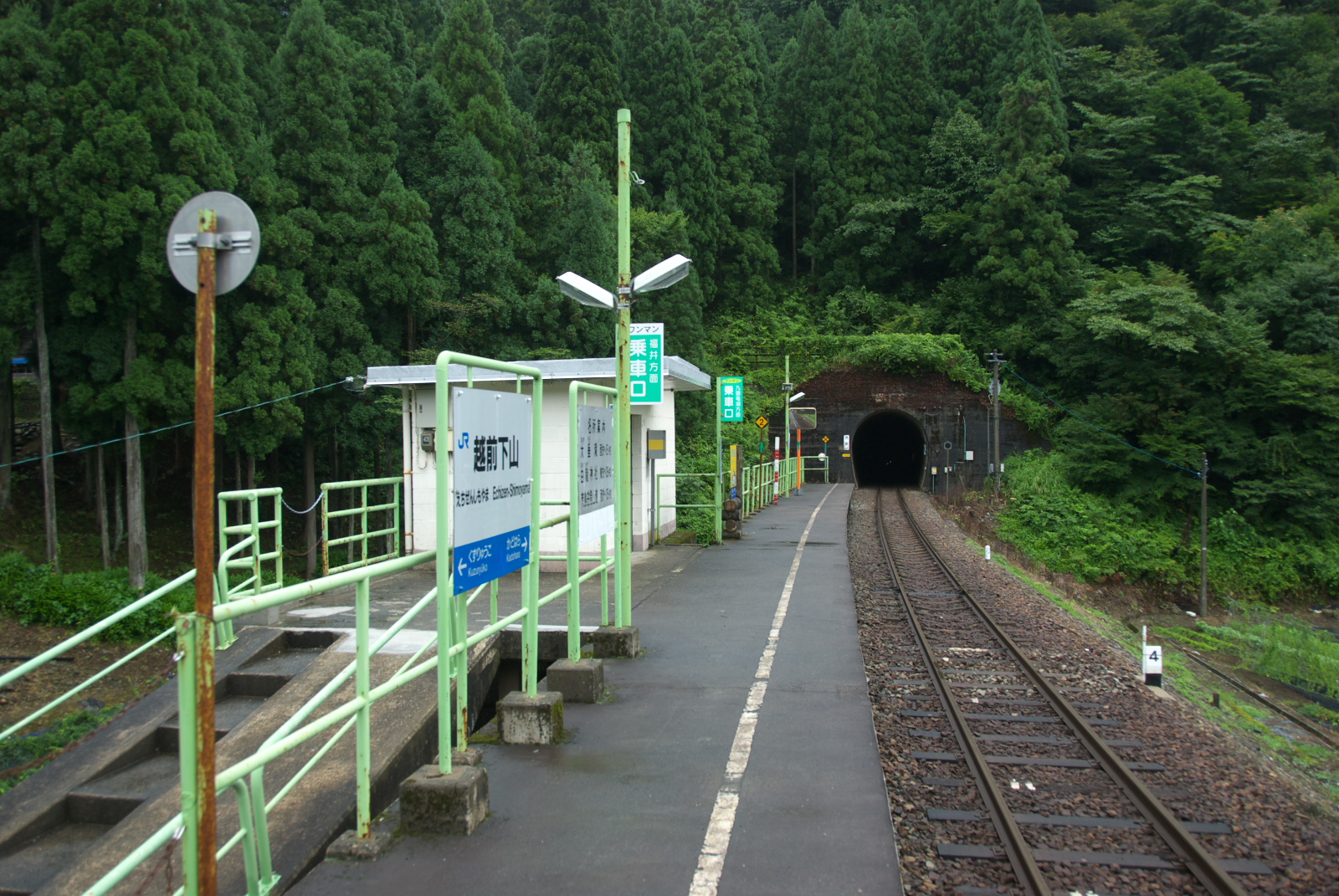
ホーム（2008年7月）

越前下山駅（えちぜんしもやまえき）は、福井県大野市下山にある、西日本旅客鉄道（JR西日本）越美北線（九頭竜線）の駅である。

## 歴史
- 1972年（昭和47年）12月15日：国鉄越美北線勝原駅 - 九頭竜湖駅間延伸時に開設[1]。旅客営業のみ[1]。
- 1987年（昭和62年）4月1日：国鉄分割民営化に伴い、JR西日本の駅となる[1]。
- 2004年（平成16年）
  - 7月18日：豪雨に伴い、越美北線全線運休。
  - 7月20日：越前大野駅 - 九頭竜湖駅間運行再開。

## 駅構造
九頭竜湖方面に向かって右側に単式ホーム1面1線を有する地上駅（停留所）。開業当初から簡単なホームと待合所のみを備える。
金沢支社管理の無人駅。自動券売機等の設備も無い。ホームは周辺の道路よりも高い位置にあるため、入る際には坂を上ることとなる。
九頭竜湖駅側に登りとなる勾配上にホームがあるため、積雪時、九頭竜湖行は通過扱いとなる場合がある。福井行は当駅に停車するため特別に折返し列車への乗車を認めている。

## 利用状況
| 年度               | 1日平均乗車人員 |
| ------------------ | --------------- |
| 1972年（昭和47年） | 19              |
| 1973年（昭和48年） | 39              |
| 1974年（昭和49年） | 37              |
| 1975年（昭和50年） | 27              |
| 1976年（昭和51年） | 26              |
| 1977年（昭和52年） | 22              |
| 1978年（昭和53年） | 24              |
| 1979年（昭和54年） | 23              |
| 1980年（昭和55年） | 21              |
| 1981年（昭和56年） | 24              |
| 1982年（昭和57年） | 23              |
| 1983年（昭和58年） | 22              |
| 1984年（昭和59年） | 22              |
| 1985年（昭和60年） | 22              |
| 1986年（昭和61年） | 24              |
| 1987年（昭和62年） | 23              |
| 1988年（昭和63年） | 24              |
| 1989年（平成元年） | 23              |
| 1990年（平成2年）  | 19              |
|                    |                 |
| 1999年（平成11年） | 9               |
| 2000年（平成12年） | 9               |
| 2001年（平成13年） | 8               |
| 2002年（平成14年） | 7               |
| 2003年（平成15年） | 8               |
| 2004年（平成16年） | 8               |
| 2005年（平成17年） | 6               |
| 2006年（平成18年） | 8               |
| 2007年（平成19年） | 7               |
| 2008年（平成20年） |                 |
| 2009年（平成21年） |                 |
| 2010年（平成22年） |                 |
| 2011年（平成23年） | 6               |
| 2012年（平成24年） | 4               |
| 2013年（平成25年） | 3               |
| 2014年（平成26年） | 3               |
| 2015年（平成27年） | 2               |
| 2016年（平成28年） | 2               |
| 2017年（平成29年） | 2               |
| 2018年（平成30年） | 1               |
| 2019年（令和元年） | 1               |
| 2020年（令和2年）  | 0               |

## 駅周辺
- 九頭竜温泉：「平成の湯」無料バスが列車到着時刻に合わせて当駅に客を迎えに来る。
- 九頭竜川
- 国道158号
- E67 中部縦貫自動車道 下山IC

## 隣の駅
西日本旅客鉄道（JR西日本）
■九頭竜線（越美北線）
勝原駅 - 越前下山駅 - 九頭竜湖駅